# Mahkum
Mahkum es una serie de televisión turca de 31 episodios divididos en dos temporadas, emitida en FOX del 14 de diciembre de 2021 al 29 de octubre de 2022. Está dirigida por Volkan Kocatürk en la primera temporada y Özgür Sevimli en la segunda temporada, escrita por Uğraş Güneş, producida por MF Yapım y protagonizada por Onur Tuna, İsmail Hacıoğlu, Melike İpek Yalova, Seray Kaya y Gökçe Eyüboğlu. Es una adaptación turca de la serie de televisión sudcoreana de 2017 Innocent Defendant (피고인).

## Sinopsis

### Primera temporada (2021-2022)
Fırat Bulut es un fiscal de éxito. Cuando se despierta una mañana, se encuentra en prisión como el asesino de su esposa y su hijo. Tiene pérdida de memoria y no recuerda nada. Todo Turquía reconoce a Fırat como un asesino de niños y mujeres. Además, este último está luchando por limpiar su nombre.

### Segunda temporada (2022)
Barış Yesari desapareció tras escapar del hospital psiquiátrico y caer al agua para evitar caer en manos del fiscal Fırat Bulut. En cuanto a Yesari, que se sabe que está muerto, ha formado un equipo de Prisioneros a cambio de la justicia de Fırat y de gente como él, y dirigirá su equipo en el Underground. Barış ahora regresa a gobernar el Inframundo con gran ira para castigar las causas de los crímenes. Fırat Bulut, que está de baja sin goce de sueldo, forma un equipo con Hacı Alagöz y la comisionada Mami para acabar con el equipo Underground.

## Reparto

### Personajes principales
Protagonistas
- Onur Tuna como Fırat Bulut (episodios 1-31). Es el fiscal de la República de Turquía.
- İsmail Hacıoğlu como Barış Yesari (episodios 1-31). Es el gemelo de Savaş.
- Melike İpek Yalova como Büge Uyar Yesari (episodios 1-31). Es la amante de Barış.
- Hayal Köseoğlu como Sasha Doğan (episodios 1-31)
- Seray Kaya como Cemre Uysal Yesari (episodios 1-18). Es una abogada novata que nunca antes había ganado un caso.
- Gökçe Eyüboğlu como Giryan Tekin (episodios 25-31). Es un ex ladrón de identidad.

Coprotagonistas
- Hakan Karsak como Hacı Alagöz (episodios 1-31)
- Furkan Kalabalık como Bekir (episodios 1-31)
- Burcu Cavrar como Ceyda (episodios 1-31)
- Emre Özcan como Rafi Varon (episodios 7-31)
- İlker Yağız Uysal como Zahit Can Yesari (episodios 1-31)
- Alya Sude Mazak como Nazlı Bulut (episodios 1-31)
- Seda Türkmen como Ayşe (episodios 25-31)
- Nazlı Bulum como Eylül Tekin (episodios 25-31)
- Erdal Küçükkömürcü como Muhsin Dadaloğlu (episodios 25-31)
- Mehmet Bozdoğan como Mami (episodios 25-31)
- Mine Kılıç como Defne (episodios 25-31)
- Sarp Aydınoğlu como Gazanfer Demirbaş (episodios 25-31)
- Cem Söküt como Furkan / Fukara (episodios 25-31)
- Elçin Atamgüç como Azimet (episodios 25-31)

### Personajes secundarios
- Simgesu Uysal como Melike Demirbaş (episodio 1)
- Ediz Akşehir como Murat Bakar (episodios 1-2)
- İsmail Hacıoğlu como Savaş Yesari (episodios 1-2)
- Gökhan Tercanlı como Zafer (episodios 1-5)
- Alara Bozbey como Zeynep Bulut (episodios 1-7, 30)
- Gürberk Polat como Eren (episodios 1-12)
- Bülent Düzgünoğlu como Erol Çevik (episodios 1-13)
- Emrullah Kartal como Bünyamin Alagöz (episodios 1, 14)
- Bülent Seyran como Yurdaer Çelik (episodios 1-16)
- Nihal Koldaş como Tomris Yesari (episodios 1-19)
- Mehmet Ulay como Zahit Yesari (episodios 1-24)
- Tugay Mercan como Paşa Yıldız (episodios 1-24)
- Hakan Salınmış como Beybaba (episodios 1-24)
- Murat Şahan como Mücahit (episodios 1-24)
- Muharrem Türkseven como Kamber Şen (episodios 1-24)
- Gülçin Hatıhan como Nazan Şen (episodios 2-18)
- Anıl İlter como Tahir Terzi (episodios 2-20)
- Ece İrtem como Ferda Doğu (episodios 3-6)
- Ramiz Mullamusa como Ali Karataş (episodios 4-11, 18)
- Soner Türker como Berbo (episodio 11)
- Turgut Özdemir como Turgut Basmacı (episodio 11)
- Melih Çardak como Yadigar Altın (episodios 11-19)
- Enis Aybar como Alper Türksoy (episodio 13)
- Asuman Kostak como Macide (episodio 13)
- Talat Bulut como Efkan Dağlı (episodios 14-23)
- Fatih Dokgöz como Sadullah Anzerli (episodio 15)
- Elit Andaç Çam como Sevda "Bonbon" Kara (episodio 16)
- Mehmet Sinan Karabuğa como Sami İyioğlu (episodio 16)
- Mustafa Başalan como Necip Yavaş (episodio 16)
- Adnan Zaman como Muhsin (episodio 17)
- Neslihan Arslan como Derya Noyan (episodios 18-24)
- Gülendam Yılmaz como ¿? (episodio 20)
- Cansu Fırıncı como Asaf Ömer Gedikli (episodios 20-24)
- Mehmet Ali Aygan como Şiko Alagöz (episodios 20-21)
- Deniz Bolışık como Elden (episodios 21-22)
- Nazan Ayas como Sibel Alagöz (episodios 21-22)
- Mükremin Kaan Akkoç como Ertan (episodio 22)
- Barış Ali Çeliker como Hicaz İbrahim (episodio 23)
- Engin Akyürek como Mehmet (episodio 24)
- Onur Bay como İlker (episodio 24)
- Cem Emüler como Doctor (episodio 24)
- Volkan Kocatürk como ¿? (episodio 24)
- Burak Can Doğan como Umut (episodio 25)
- Levent Taşçı como Ali Rıza (episodios 25-26)
- Celil Efil como ¿? (episodios 25-31)
- Okan Yavuz como Nedim Nayan (episodio 26)
- Batuhan Gelenler como Kral Kobra (episodio 27)
- Oğuz Kara como Tolga (episodios 27-28)
- Mehmet Dinç como Zeyyat Alagöz (episodios 27-28)
- Adem Kılıç como Celo (episodio 28)

## Temporadas
| Temporada | Temporada | Episodios | Rango de episodios | Emisión original         | Emisión original      |
| Temporada | Temporada | Episodios | Rango de episodios | Inicio                   | Final                 |
| --------- | --------- | --------- | ------------------ | ------------------------ | --------------------- |
|           | 1         | 24        | 1 - 24             | 14 de diciembre de 2021  | 2 de junio de 2022    |
|           | 2         | 7         | 25 - 31            | 15 de septiembre de 2022 | 29 de octubre de 2022 |

### Primera temporada (2021-2022)
| n° | Título original | Primera TV Turquía      |
| -- | --------------- | ----------------------- |
| 1  | 1. Bölüm        | 14 de diciembre de 2021 |
| 2  | 2. Bölüm        | 16 de diciembre de 2021 |
| 3  | 3. Bölüm        | 23 de diciembre de 2021 |
| 4  | 4. Bölüm        | 30 de diciembre de 2021 |
| 5  | 5. Bölüm        | 13 de enero de 2022     |
| 6  | 6. Bölüm        | 20 de enero de 2022     |
| 7  | 7. Bölüm        | 27 de enero de 2022     |
| 8  | 8. Bölüm        | 3 de febrero de 2022    |
| 9  | 9. Bölüm        | 10 de febrero de 2022   |
| 10 | 10. Bölüm       | 17 de febrero de 2022   |
| 11 | 11. Bölüm       | 24 de febrero de 2022   |
| 12 | 12. Bölüm       | 3 de marzo de 2022      |
| 13 | 13. Bölüm       | 10 de marzo de 2022     |
| 14 | 14. Bölüm       | 17 de marzo de 2022     |
| 15 | 15. Bölüm       | 24 de marzo de 2022     |
| 16 | 16. Bölüm       | 7 de abril de 2022      |
| 17 | 17. Bölüm       | 14 de abril de 2022     |
| 18 | 18. Bölüm       | 21 de abril de 2022     |
| 19 | 19. Bölüm       | 28 de abril de 2022     |
| 20 | 20. Bölüm       | 5 de mayo de 2022       |
| 21 | 21. Bölüm       | 12 de mayo de 2022      |
| 22 | 22. Bölüm       | 19 de mayo de 2022      |
| 23 | 23. Bölüm       | 26 de mayo de 2022      |
| 24 | 24. Bölüm       | 2 de junio de 2022      |

### Segunda temporada (2022)
| n° | Título original | Primera TV Turquía       |
| -- | --------------- | ------------------------ |
| 1  | 25. Bölüm       | 15 de septiembre de 2022 |
| 2  | 26. Bölüm       | 22 de septiembre de 2022 |
| 3  | 27. Bölüm       | 29 de septiembre de 2022 |
| 4  | 28. Bölüm       | 6 de octubre de 2022     |
| 5  | 29. Bölüm       | 13 de octubre de 2022    |
| 6  | 30. Bölüm       | 20 de octubre de 2022    |
| 7  | 31. Bölüm       | 29 de octubre de 2022    |

## Producción
La serie está dirigida por Volkan Kocatürk en la primera temporada y Özgür Sevimli en la segunda temporada, escrita por Uğraş Güneş y producida por MF Yapım.

### Adaptación
La serie es una adaptación turca de la serie de televisión sudcoreana de 2017 Innocent Defendant (피고인).

### Rodaje
El rodaje de la serie tuvo lugar en Estambul, en particular en los distritos de Beşiktaş, Gálata y sus alrededores.

## Distribución
En Turquía la serie se emitió en FOX: del 14 de diciembre de 2021 al 29 de octubre de 2022 la primera temporada se emitida del 14 de diciembre de 2021 al 2 de junio de 2022, mientras que la segunda temporada se emitió del 15 de septiembre al 29 de octubre de 2022.

## Promoción
El debut de la primera temporada de la serie, previsto para el 14 de diciembre de 2021, fue anunciado el 8 de diciembre de FOX, a través de los canales sociales de la serie y de la productora MF Yapım. Los primeros carteles de la serie se publicaron a principios de noviembre de 2021, mientras las primeras promociones han sido lanzadas por FOX desde el 12 de noviembre. El debuto de la segunda temporada de la serie, previsto para el 15 de septiembre de 2022, fue anunciado el 8 de septiembre, de FOX, a través de los canales sociales de la serie y de la productora MF Yapım.